# Alkohol (Lied)
Alkohol ist ein Rocksong des deutschen Musikers Herbert Grönemeyer, der von Norbert Hamm und Gerhard „Gaggy“ Mrozeck geschrieben und von Grönemeyer selbst produziert wurde. Er wurde am 8. Oktober 1984 als zweite Single aus dem Album 4630 Bochum ausgekoppelt, auf dem das Lied im Mai 1984 ursprünglich erschien. Der Song gilt heute als Klassiker deutschsprachiger Rock- und Popmusik.

## Musik und Text
Es handelt sich um einen Midtempo-Rocksong, der teils mit abgedämpft (Palm Muting) gespielten E-Gitarren, aber auch Synthesizern instrumentiert ist und gegen Ende ein Saxofonsolo von Charlie Mariano enthält. Inhaltlich besingt Grönemeyer hauptsächlich den in der Gesellschaft verbreiteten Alkoholkonsum und seine Folgen; aber auch Drogenkonsum wird teilweise thematisiert. So heißt es im Refrain: „Alkohol ist dein Sanitäter in der Not / Alkohol ist dein Fallschirm und dein Rettungsboot / Alkohol ist das Drahtseil, auf dem du stehst / Alkohol ist das Schiff, mit dem du untergehst...“. Je nach Milieu kommen auch verschiedene Drogen hinzu: „Die Nobelszene träumt von Kokain / Und auf dem Schulklo riecht’s nach Gras / Der Apotheker nimmt Valium und Speed / Und wenn es dunkel wird, greifen sie zum Glas...“

## Entstehung und Veröffentlichung
Alkohol wurde von Grönemeyers Gitarrist Gagey Mrozeck gemeinsam mit dem Bassisten Norbert Hamm geschrieben. Grönemeyer produzierte den Song selbst. Am 11. Mai 1984 erschien Alkohol auf dem Album 4630 Bochum. Die Single erschien am 8. Oktober 1984 bei EMI. Auf der B-Seite befindet sich der Song Erwischt, auf der 12"-Maxi zusätzlich Männer. Das Singlecover, ein ähnlicher Tafelkreideschriftzug wie der des Albums, ist mit der Bemerkung „* lieber singen als saufen!“ versehen.
Für das englischsprachige Album What’s All This nahm Grönemeyer mit Alcohol eine Version in englischer Sprache auf. Live- und Unpluggedversionen wurden auf mehreren Livealben und Kompilationen veröffentlicht.

## Musikvideo
Zwar wurde zu der damaligen Zeit kein offizielles Musikvideo zum Lied gedreht, doch existiert ein Videoclip, der einen für die 28. und letzte Folge der ARD-Musiksendung Bananas am 2. Oktober 1984 gefilmten Auftritt Grönemeyers zeigt, bei dem er den Song in einer kneipenartigen Szenerie darbietet. Dabei traten unter anderem die Ehefrau und die Produktionsassistentin des Regisseurs Rolf Spinrads als Nonnen auf.

## Rezeption

### Kritiken
Jürgen Stark schrieb, mit 4630 Bochum sei Grönemeyer zum Ruhrpott-Kumpel geworden, der über Männer, Kinder und Alkohol so singe, wie man in rheinischen Szenekneipen denke.

### Charts und Chartplatzierungen
Am 15. Oktober 1984 stieg Alkohol erstmals auf Rang 40 der deutschen Singlecharts ein. Ihre beste Chartnotierung erreichte die Single mit Rang 33 am 12. November 1984. Insgesamt platzierte sich Alkohol zehn Wochen in den Charts und wurde nach Männer zum zweiten Charthit für Grönemeyer als Interpret. Für die Autoren Norbert Hamm und Gerhard Mrozeck ist es der einzige Charterfolg in dieser Funktion in Deutschland. Hamm hatte später als Produzent von Grönemeyer weitere Charthits.
| ChartsChartplatzierungen | Höchstplatzierung | Wochen |
| ------------------------ | ----------------- | ------ |
| Deutschland (GfK)        | 33 (10 Wo.)       | 10     |

## Coverversion
Peter Maffay veröffentlichte 1999 eine Coverversion des Songs auf dem Sampler Pop 2000 – das gibt’s nur einmal.